# (812) Adele
(812) Adele – planetoida z pasa głównego asteroid.

## Odkrycie
Została odkryta 8 września 1915 roku w Obserwatorium Simejiz na górze Koszka na Półwyspie Krymskim przez Siergieja Bielawskiego. Nazwa pochodzi od imienia matki niemieckiego filozofa Arthura Schopenhauera lub bohaterki operetki „Zemsta nietoperza” (Die Fledermaus) Johanna Straussa. Przed nadaniem nazwy planetoida nosiła oznaczenie tymczasowe (812) 1915 XV.

## Orbita
(812) Adele okrąża Słońce w ciągu 4 lat i 124 dni w średniej odległości 2,66 au. Planetoida należy do rodziny planetoidy Eunomia.